# Marcelo Ingaramo
Marcelo Ingaramo (Córdoba, 13 ottobre 1962) è un ex tennista argentino.

## Carriera
Ottenne il suo best ranking in singolare il 24 febbraio 1986 con la 67ª posizione, mentre nel doppio divenne il 26 agosto 1991, il 134º del ranking ATP.
Nel 1987, in coppia con il connazionale Roberto Azar, raggiunse la finale dell'Hypo Group Tennis International; in quell'occasione vennero sconfitti dalla coppia formata da Christer Allgårdh e Ulf Stenlund con il punteggio di 6-2, 5-7, 5-7. Nel circuito ATP Challenger Series vinse, inoltre, tre tornei in singolare e due in doppio, tutti su terra battuta.

## Statistiche

### Tornei ATP

#### Doppio

##### Sconfitte in finale (1)
| Legenda                                              |
| Grande Slam (0)                                      |
| ATP World Tour Finals (0)                            |
| ATP Super 9 / ATP Masters Series (0)                 |
| ATP Championship Series / ATP International Gold (0) |
| ATP World Series / ATP International Series (1)      |

| Numero | Data          | Torneo                                | Superficie  | Compagno     | Avversari in finale            | Punteggio     |
| 1.     | 6 aprile 1987 | Hypo Group Tennis International, Bari | Terra rossa | Roberto Azar | Christer Allgårdh Ulf Stenlund | 6-2, 5-7, 5-7 |

### Tornei minori

#### Singolare

##### Vittorie (3)
| Legenda tornei minori |
| Challenger (3)        |
| Futures (0)           |

| Numero | Data             | Torneo                                 | Superficie  | Avversario in finale | Punteggio     |
| 1.     | 22 aprile 1991   | Birmingham Challenger, Birmingham      | Terra verde | Gabriel Markus       | 3-6, 6-3, 6-2 |
| 2.     | 9 marzo 1992     | Santiago Challenger, Santiago del Cile | Terra rossa | Sergio Cortés        | 6-4, 6-1      |
| 3.     | 22 febbraio 1993 | Viña del Mar Open, Viña del Mar        | Terra rossa | Mauricio Hadad       | 6-1, 6-4      |

#### Doppio

##### Vittorie (2)
| Legenda tornei minori |
| Challenger (2)        |
| Futures (0)           |

| Numero | Data             | Torneo                                 | Superficie  | Compagno        | Avversari in finale              | Punteggio     |
| 1.     | 3 settembre 1990 | Hossegor Challenger, Soorts-Hossegor   | Terra rossa | Marcos Górriz   | Eduardo Bengoechea Eduardo Masso | 7-5, 6-2      |
| 2.     | 11 marzo 1991    | Santiago Challenger, Santiago del Cile | Terra rossa | Gustavo Garetto | Hans Gildemeister Felipe Rivera  | 6-2, 4-6, 6-4 |